# Kashar
Kashar é uma comuna (em albanês:  komuna) da Albânia localizada no distrito de Tirana, prefeitura de Tirana. Possui aproximadamente 25 000 habitantes (estimativa 2010).
A comuna possui 10 aldeias: Kus, Mazrek, Kashar, Kashar Koder, Katundi i Ri, Yrshek, Mezez, Mezez Fushe, Yzberish 1 e Yzberish 2.